# نگارخان
نگار خان (زاده ۱۸ ژوئیه ۱۹۸۴ ؛ همچنین نیگار خان نامیده می شود) بازیگر نروژی ایرانی الاصل است.  او بیشتر بخاطر آهنگ‌ها و فیلم هایش در بالیوود شناخته می شود.
او در فیلم‌های رودراکش و تاج محل بازی کرده‌است.